# RC Arbaa
El RC Arbaa (en árabe: أمل الأربعاء‎) es un equipo de fútbol de Argelia que juega en la División Nacional Aficionada de Argelia, la tercera categoría de fútbol en el país.

## Historia
Fue fundado el 27 de febrero de 1941 en la ciudad de Arbaa como una sociedad deportiva vinculada principalmente al fútbol, donde llegó a jugar en la Liga de Argel durante el periodo colonial.
Tras la independencia de Argelia pasó a jugar en la División de Honor en sus dos primeras ediciones hasta terminar en la cuarta categoría hasta la creación de la estructura actual de Argelia.
Tras entrar al siglo XXI el equipo logra ascender desde la quinta división hasta el Campeonato Nacional de Argelia para la temporada 2013/14, terminando en quinto lugar en su primera temporada.
El equipo pasó jugando por otras dos temporadas en primera división hasta que desciende en la temporada 2015/16.

## Palmarés
- División Nacional Aficionada: 1

2011/12
- Liga Interregional: 1

2010/11
- Liga de Blida: 1

2009/10
- Tercera División de Argelia:

1970/71, 1993/94, 1999/2000

## Rivalidades
El club cuenta con rivalidad con el USM Blida, el equipo más importante de Blida y con el WA Boufarik, con quien protagoniza el Derbi de Mitidja.